# Amandier en fleurs
Amandier en fleurs est une huile sur toile 73,5 × 92 cm de Vincent van Gogh peinte en février 1890 à Saint-Rémy-de-Provence.

## Contexte
Van Gogh a peint ce tableau en hommage au fils de son frère Théo, Vincent Willem (né le 31 janvier 1890), dont il est le parrain. Pour symboliser cette nouvelle vie, Vincent choisit de représenter les branches d'un amandier, l'un des arbres les plus précoces au printemps qui, en février déjà, se pare de fleurs pour en annoncer l'arrivée.

## Description du tableau
Pour réaliser ce sujet, Van Gogh s'inspira de l'art japonais de la gravure. Cela se voit à la précision des lignes utilisées et au positionnement de l'arbre dans l'ensemble. Les fleurs représentées ont aujourd'hui des tons principalement blancs alors qu'elles étaient à l'origine plus roses. Elles ont pâli sous l'effet de la lumière et leur couleur a, hélas, perdu de sa force. Ce tableau est exposé au Musée Van Gogh à Amsterdam.